# غردينية بونينية
غردينية بونينية (الاسم العلمي:Gardenia boninensis) هي نوع من النباتات تتبع جنس الغردينية من الفصيلة الفوية.